# Vimory
Vimory település Franciaországban, Loiret megyében. Lakosainak száma 1101 fő (2022. január 1.). Vimory Chevillon-sur-Huillard, Lombreuil, Mormant-sur-Vernisson, Oussoy-en-Gâtinais, Saint-Hilaire-sur-Puiseaux és Villemandeur községekkel határos.

## Népesség
A település népessége az elmúlt években az alábbi módon változott:
| Lakosok száma | 694  | 788  | 1028 | 1077 | 1175 | 1190 | 1173 | 1128 | 1118 | 1101 |
|               | 1968 | 1982 | 1990 | 2006 | 2013 | 2015 | 2017 | 2019 | 2020 | 2022 |